# Anne-Marie Nielsen
Anne-Marie "Søs" Nielsen (født 11. juli 1941 i Dalum) er en tidligere dansk landsholdspiller og landstræner i håndbold. Hun var med på det hold som vandt sølv ved verdensmesterskabet 1962 i Rumænien.
Nielsen som kom på landsholdet i en alder af bare 17 år og 5 måneder og derefter havde en landsholdskarriere som varede i næsten 17 år og som bl.a. gjorde hende til samlet topscorer ved VM turneringen i 1965. Med 180 A-landskampe er hun stadig nummer fem på listen over spillere med flest landskampe selvom hendes karriere fandt sted i en tid uden EM og uden kvinde håndbold i Olympiske lege og med VM kun hvert 3. år og i det hele taget uden nær så mange landskampe som i dag. Hun har rekorden med hele 133 landskampe i træk. Fra juni 1960 til november 1973 spillede hun samtlige danske landskampe. En rekord som fortsat består.
Hun spillede også en finale i Europacupen for Mesterhold med FIF i 1963 og har været med til at vinde ti danske mesterskaber til klubben i perioden 1959-1978. I 1971 blev hun den første kvinde til at nå 100 landskampe for Danmark.

## Danske mesterskaber og pokalturneringer
- 1959: DM  Guld
- 1962: DM  Guld
- 1964: Pokal  Guld
- 1965: Pokal  Guld
- 1966: DM  Guld, Pokal  Sølv
- 1967: DM  Guld, Pokal  Guld
- 1968: DM  Sølv
- 1969: DM  Sølv, Pokal  Guld
- 1970: DM  Sølv, Pokal  Guld
- 1971: DM  Guld
- 1972: DM  Guld, Pokal  Guld
- 1973: DM  Guld, Pokal Guld
- 1974: DM  Guld
- 1975: DM  Sølv, Pokal  Sølv
- 1976: DM  Guld
- 1977: DM  Sølv
- 1978: DM  Guld